# انتقام‌جویان: عصر اولتران (موسیقی متن)
انتقام‌جویان: عصر اولتران (انگلیسی: Avengers: Age of Ultron) موسیقی متن فیلم انتقام‌جویان: عصر اولتران می‌باشد که توسط برایان تایلر و دنی الفمن ساخته شده‌است.